# Ida Tarbell
Ida Minerva Tarbell (5 tháng 11 năm 1857 – 6 tháng 1 năm 1944) là một nhà văn, nhà báo điều tra, người viết tiểu sử và giảng viên người Mỹ. Bà là một trong những muckraker hàng đầu của kỷ nguyên tiến bộ cuối thế kỷ 19 và đầu thế kỷ 20 và là người tiên phong trong báo chí điều tra. Sinh ra ở Pennsylvania khi bắt đầu bùng nổ dầu mỏ, Tarbell được biết đến nhiều nhất với cuốn sách năm 1904 của bà, The History of the Standard Oil Company.. Cuốn sách được xuất bản dưới dạng một loạt các bài báo trên tạp chí McClure's Magazine từ năm 1902 đến năm 1904. Nó đã được nhà sử học J. North Conway gọi là "kiệt tác của báo chí điều tra" cũng như "độc nhất cuốn sách có ảnh hưởng về kinh doanh từng được xuất bản tại Hoa Kỳ "bởi nhà sử học Daniel Yergin. Tác phẩm góp phần giải thể độc quyền Standard Oil và giúp mở ra Đạo luật Hepburn năm 1906, Đạo luật Mann-Elkins, việc thành lập Ủy ban Thương mại Liên bang (FTC) và Clayton Chống độc quyền Hành động.
Tarbell cũng đã viết một số tiểu sử trong suốt sự nghiệp kéo dài 64 năm của mình. Bà đã viết tiểu sử về Madame Roland và Napoléon. Tarbell tin rằng "Sự thật và động lực của những con người mạnh mẽ có thể được khám phá." Bà trở nên thuyết phục rằng Chân lý đó có thể được truyền đạt theo cách "tạo ra sự thay đổi xã hội có ý nghĩa."   Bà đã viết rất nhiều sách và tác phẩm về Abraham Lincoln bao gồm những nội dung tập trung vào cuộc đời và sự nghiệp ban đầu của anh ấy. Sau buổi giới thiệu về Standard Oil và nghiên cứu tính cách của John D. Rockefeller, cô đã viết tiểu sử về các doanh nhân Elbert Henry Gary, chủ tịch của U.S. Steel, cũng như Owen D. Young, chủ tịch của General Electric.
Là một nhà văn và giảng viên xuất sắc, Tarbell được biết đến với những chủ đề phức tạp - ngành công nghiệp dầu mỏ, thuế, thực hành lao động - và chia chúng thành các bài báo giàu thông tin và dễ hiểu. Các bài báo của bà ấy đã thúc đẩy lượng phát hành trên McClure’s Magazine và The American Magazine và nhiều cuốn sách của bà đã được công chúng Mỹ nói chung yêu thích. Sau khi thành công trong sự nghiệp vừa là nhà văn vừa là biên tập viên cho  McClure’s Magazine , Tarbell đã cùng với một số biên tập viên khác mua và xuất bản The American Magazine. Tarbell cũng đã đi đến tất cả 48 tiểu bang sau đó trong vòng diễn thuyết và nói về các chủ đề bao gồm tệ nạn chiến tranh, hòa bình thế giới, chính trị Hoa Kỳ, niềm tin, thuế quan, thực tiễn lao động và các vấn đề của phụ nữ.
Tarbell tham gia vào các tổ chức nghề nghiệp và phục vụ trong hai ủy ban của Tổng thống Hoa Kỳ. Bà đã giúp thành lập Hiệp hội tác giả (nay là Hiệp hội tác giả) và là Chủ tịch của Câu lạc bộ Bút và Bút lông trong 30 năm. Trong Thế chiến thứ nhất, bà phục vụ trong Tổng thống Woodrow Wilson Ủy ban Phụ nữ của Hội đồng Quốc phòng. Sau chiến tranh, Tarbell phục vụ trong Hội nghị Thất nghiệp năm 1921 của Tổng thống Warren G. Harding.

## Tiểu sử
Ida Minerva Tarbell sinh ra trong một trang trại ở quận Erie, Pennsylvania vào ngày 5 tháng 11 năm 1857, mẹ là Esther Ann (nhũ danh McCullough) làm giáo viên, và cha là Franklin Summer Tarbell, giáo viên và thợ mộc và sau này là người làm ngành dầu khí. Cô sinh ra trong căn nhà gỗ của ông ngoại cô, Walter Raleigh McCullough, một nhà tiên phong người Scotland-Ireland, và vợ của ông. Tổ tiên di cư xa của cha cô đã định cư ở New England vào thế kỷ 17. Tarbell được bà của cô cho biết rằng họ là hậu duệ của Ngài Walter Raleigh, một thành viên trong ban tham mưu của George Washington, và cũng là giám mục Tân giáo đầu tiên của Mỹ. Tarbell có 3 em ruột: Walter, Franklin, Jr., và Sarah. Franklin, Jr. 
chết vì bệnh ban đỏ khi còn trẻ và Sarah, cũng nhiễm bệnh, và vẫn suy yếu về thể chất trong suốt cuộc đời của cô ấy. Walter trở thành một người làm nghề dầu mỏ như cha mình, trong khi Sarah là một nghệ sĩ.

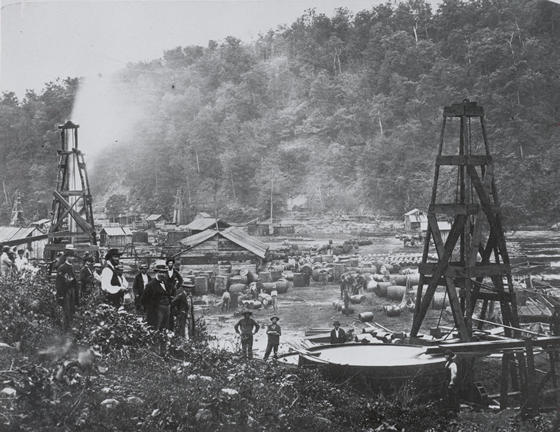
Một mỏ dầu ở Pennsylvania năm 1862

Cuộc sống ban đầu của Ida Tarbell tại các mỏ dầu ở Pennsylvania sẽ có tác động khi sau này bà viết về Standard Oil Company và về các hoạt động lao động. Panic of 1857 đã tấn công gia đình Tarbell một cách nặng nề khi các ngân hàng sụp đổ và nhà Tarbell mất tiền tiết kiệm. Franklin Tarbell đã ở Iowa xây dựng một trang trại gia đình khi Ida được sinh ra. Franklin phải từ bỏ ngôi nhà Iowa và trở về Pennsylvania. Không có tiền, ông đi bộ qua các bang Illinois, Indiana và Ohio để trở về, và kiếm sống bằng cách dạy học ở các trường học nông thôn. Khi trở về, trong tình trạng mệt mỏi sau cuộc hành trình kéo dài 18 tháng, Ida Tarbell trẻ tuổi được cho là đã nói với ông rằng: "Biến đi, người đàn ông tồi!"
Vận may của Tarbells thay đổi khi cơn sốt dầu ở Pennsylvania bắt đầu vào năm 1859. Họ sống ở khu vực phía tây của Pennsylvania khi mỏ dầu mới đang được phát triển, làm thay đổi hoàn toàn nền kinh tế khu vực. Dầu mỏ, bà viết trong cuốn tự truyện của mình, đã mở ra "một cánh đồng phong phú cho những kẻ lừa đảo, những kẻ bịp bợm, những kẻ lợi dụng dưới mọi hình thức đã biết." Cha của Tarbell lần đầu tiên sử dụng công việc buôn bán của mình để xây dựng các bể chứa dầu bằng gỗ. Gia đình sống trong một cái lán có xưởng cho Franklin ở một mỏ dầu với 25 giếng dầu. Dầu ở khắp mọi nơi trên cát, hố và vũng nước. Tarbell đã viết về trải nghiệm này, "Không có ngành công nghiệp nào của con người trong những ngày đầu tiên của nó đã từng phá hủy vẻ đẹp, trật tự, sự chỉn chu hơn việc sản xuất dầu mỏ."